# Mysidia albifasciata
Mysidia albifasciata är en insektsart som beskrevs av Broomfield 1985. Mysidia albifasciata ingår i släktet Mysidia och familjen Derbidae. Inga underarter finns listade i Catalogue of Life.